# Union des femmes de Wallonie
Pour les articles homonymes, voir Union des femmes.
L’Union des femmes de Wallonie, parfois abrégé en UFW, est une association créée en octobre 1912 à Liège en  Wallonie afin de regrouper des femmes wallonnes pour les encourager à perpétuer les traditions de la culture wallonne mais aussi d’éveiller une conscience politique chez les femmes.

## Contexte historique
En 1892, une première association féministe voit le jour, reconnue comme l’association la plus structurée dans le domaine du féminisme en Belgique. Cette association, la Ligue belge du droit des femmes, est créée par Marie Popelin à la suite de l’affaire qui porte son nom,  le refus par la Cour d'appel de l'autoriser à prêter serment préalable au métier d’avocat. Pour sa création, celle-ci reçoit l’aide de son avocat, Louis Franck, et de Henri La Fontaine, Isala Van Diest, Hector Denis ainsi que de la femme de ce dernier. Elle a pour but de défendre le droit des femmes dans le monde du travail. Très vite, Marie Popelin s’attèle à mettre en place un Conseil national des femmes belges (CNFB) en 1905. L’Union des femmes de Wallonie est l’une des associations venues grossir les rangs de la CNFB en 1912.

## Émergence du mouvement

### Création
L'Union des femmes de Wallonie est fondée le 28 octobre 1912, elle est présidée à ce moment par Léonie de Waha. Dès février 1913, l’association publie de manière trimestrielle un bulletin reprenant diverses problématiques comme la défense des oiseaux, l'histoire de la Wallonie ainsi que des ouvrages concernant l’éducation des enfants et des rubriques telles que Notre vie où l’Union expose ses activités, comme le fait de s’occuper d’une Mutualité maternelle, d’un Comité d’études sociales qu’elle avait elle-même mis sur pied ou encore des comptes rendus de conférences organisée par elle. Dans leur premier bulletin, elle explique le mouvement en déclarant que les adhérentes veulent aider autant que possible le mouvement de leurs frères wallons. Elles ont pour objectif d’être la continuation du mouvement des frères wallons, version féminine. Malgré leur espérance d’extension de leur mouvement, l’UFW reste principalement active dans le canton liégeois. Tout au long de son histoire, l’association a connu de bonnes périodes. En effet, le 3 novembre 1936, l’Union des femmes de Wallonie connait quelques bouleversements à la suite de la dissolution décidée par l’Assemblée générale. Mais ce n’est pas pour autant que le mouvement s’éteint. Il faudra attendre le lendemain de la Seconde Guerre mondiale, en 1945, pour que l’UFW se transforme en une nouvelle association laquelle sera présidée par Marguerite Delchef, co-créatrice et ancienne secrétaire de l’Union des femmes de Wallonie. Cette nouvelle association existera jusqu’en 1955.

### Évolution du bulletin de l'UFW
Une évolution se dessine progressivement quant à la publication du bulletin de l'association. Dès avril 1914, il devient bimestriel et non plus trimestriel. La Première Guerre mondiale (1914-1918) amène certaines modifications dans la vie de l’Union des femmes de Wallonie car, durant la guerre, elles ont des difficultés à se rassembler pour écrire les bulletins. Toutefois, elles ne sont pas inactives mais elles limitent leur champ d’application à l’arrondissement de Liège. La reprise du bulletin a lieu en décembre 1920 ; il reste bimestriel mais un nouveau bulletin fait son apparition, La femme wallonne, qui est, quant à lui, bimensuel.

### Un mouvement de femmes
L'association est créée dans un contexte où l'opinion publique réclame pour la Wallonie une part égale dans tous les domaines de la vie nationale belge et, dès lors, le respect de son particularisme.  L'association est fondée à Liège, lieu de résidence de sa créatrice, Léonie de Waha, mais elle entend toucher toutes les femmes wallonnes. Aux côtés de la créatrice, Marguerite Delchef tient le rôle de secrétaire. L'association se développe et, en 1921, après l’apparition du bulletin titré La femme wallonne, elle compte 500 membres.

### But du mouvement
Il a pour but de dégager des idées mais surtout de provoquer des initiatives de la part de « sœurs wallonnes », mères, éducatrices, artistes, femmes de cœurs, afin de rendre leurs efforts efficaces quant aux droits des femmes. Le mouvement organise pour cela des manifestations, des conférences, ce que continuera à faire son successeur. L’Union des femmes de Wallonie se déclare neutre, sans lien avec un parti politique ; elle est donc libre du choix de ses sujets et de leur argumentation. Ce mouvement se veut  « être une société féministe sans excès, sans outrances, et qui se propose d’aider le mouvement wallon. »

## Revendications

### Problèmes communautaires

Drapeau de la province du Brabant wallon.

Dès 1921, Margueritte Delchef devient membre de l'Assemblée wallonne ainsi que sa collègue la vice-présidente de l’Union, Emma Lambotte. En 1923, un désaccord profond émerge au sein de l’Assemblée wallonne, concernant la question du soutien aux francophones de Flandre. Dans cette dissension, plusieurs membres sont appelées « séparatistes », dont Margueritte Delchef, qui prend l’initiative de quitter l’Assemblée. Face à cette question linguistique, Margueritte Delchef refuse le bilinguisme, notamment l’obligation, pour les enfants, d’apprendre le néerlandais. C’est au nom de la liberté qu’elle s’oppose au bilinguisme : « nous sommes belges mais si, à ce titre, nous devons perdre notre liberté, nous ne voulons plus qu’être Wallons ». L’union participe en 1923 à la manifestation organisée à Bruxelles pour le maintien de l'emploi du français à l'université de Gand. La femme wallonne s'oppose au bilinguisme français-flamand ; à l'inverse, le bilinguisme français-wallon est, pour le mouvement porté par la revue, indispensable au vu de l’enracinement culturel. Les adhérentes souhaitent donc davantage de moyens afin d’approfondir la langue wallonne, sans, toutefois, vouloir en faire une langue officielle.

### Suffrage universel
Outre les problèmes communautaires, l’Union se penche sur la question de l’émancipation de la femme. Le suffrage universel pour les femmes est une des préoccupations de l’Union. Dès le premier bulletin, en février 1913, l’UFW parle de la reconnaissance du droit de vote et du droit du travail pour les femmes ; ces deux revendications se sont intensifiées lors de la création de La femme wallonne à partir de mars 1921. En effet, à la sortie de la Première Guerre mondiale, la question du droit de vote pour les femmes a connu un réel renouveau. La loi de mai 1919 ne reconnaissait le droit de vote que pour une catégorie de femmes (souvent veuves de soldats ou celles ayant aidé la patrie). Dans les années 1920 et 1921, la législation évolue et concède ce droit à toutes les femmes pour les élections communales. Cette première consultation se fait le 24 avril 1921. Dans le numéro de mars de La femme wallonne, Marguerite Delchef prend la plume pour s’en prendre aux rumeurs quant au principe d’absentéisme des femmes, afin de leur faire prendre conscience qu’un enjeu important est en train de se jouer, et qu’il est temps de combattre l’ennemi politique. Ce combat est loin d’être gagné, ce qui conduit Marguerite Delchef, trois ans plus tard, en 1924, à demander aux lectrices si elles souhaitent davantage l’extension du droit de suffrage. À cette époque, les hommes politiques étaient divisés en deux camps. D’une part ceux qui étaient favorables à l’extension du suffrage car une aubaine se présentait à eux, celle d’accroitre leur électorat. D’autre part, ceux qui étaient défavorables, car un déclin était possible pour leur parti politique. C’est ce que décrit Marie Delcourt en le numéro d'août 1928. Elle compare les résultats électoraux communaux avant et après le droit de vote accordé aux femmes. Cette revendication leur tient tellement à cœur que l’Union décide, de 1929 jusqu’en 1930, de consacrer une rubrique, Le suffrage des femmes en pratique, en regardant de plus près les bénéfices que certains pays ont acquis en matière de droit de vote pour les femmes. Pour aller plus loin, l’UFW décide, entre 1930 et 1934, d’organiser diverses conférences ainsi que diverses manifestations pour montrer la colère des femmes. Leur combat sera récompensé en 1948, douze ans après l’arrêt de l’Union (1936), car le Parlement vote la loi attribuant le droit de vote aux femmes.

### Droit du travail pour les femmes
Outre le suffrage féminin, le deuxième thème important abordé dans La femme wallonne est le droit du travail des femmes. L’Union a comme débat la concurrence de la main d’œuvre féminine. Dès la fin de la Première Guerre mondiale, il y a une pénurie de main d’œuvre masculine due à la guerre, ce qui conduit davantage de femmes à travailler. Mais l’Union veut surtout alerter les femmes, dans le bulletin de décembre 1926, quant à la crise financière, car celle-ci serait néfaste pour le travail des femmes au vu de la baisse de la monnaie. Il faut donc produire plus, et, quand les ouvriers ne suffisent plus, on appelle des ouvrières. Mais une fois la demande stabilisée, les usines reviennent à une demande normale ce qui entraînera des faillites. L’Union s’interroge quant à la place de la femme une fois la crise passée, car il y aura à ce moment une concurrence entre les hommes et les femmes, ce qui fait craindre une aggravation du chômage. L’Union veut se battre dès 1930 contre l’inégalité des salaires. Mais c’est en 1934 que l’Union va accentuer ce débat, à la suite de la proposition de loi appelée « projet Rutten » (initiative prise par le père Rutten en février 1934) tendant à limiter le travail de la femme mariée. L’argumentation principale de cette proposition consiste à dire que la place de la femme mariée est au foyer. D’une part, physiologiquement, l’organisme de la femme est mieux adapté au travail ménager qu’à l’industrie ou autre. D’autre part, moralement, la femme mariée qui travaille le fait uniquement pour satisfaire son goût du luxe. 
L’UFW prend sa part à la lutte contre cette proposition. De nombreuses fois, l’Union fera des conférences à Liège, notamment le 3 et 18 janvier 1935, où le débat sera vif entre Marie Delcourt et Marie-Claire Hélin, cette dernière s'inscrivant dans le courant démocrate-chrétien, parti d’où émane la proposition. La position de Marie Delcourt sera de défendre les femmes quant à l’égalité salariale car il est vrai, que l’homme, dans l’entreprise privé, pourrait être plus facilement au chômage que la femme car les patrons payent moins l’ouvrière que l’ouvrier. Ce n’est pas en interdisant la femme mariée de travailler qu’on arrive à une égalité. L’Union se bat aussi, en 1935, dans son bulletin, toujours contre le projet Rutten pour dire que l’interdiction pour la femme mariée de travailler la conduira vers les métiers non-contrôlés. Le droit au travail pour les femmes a toujours été, pour l’Union, un moyen d'arriver à ce que les femmes soient les égales des hommes[réf. souhaitée].

## Symbole

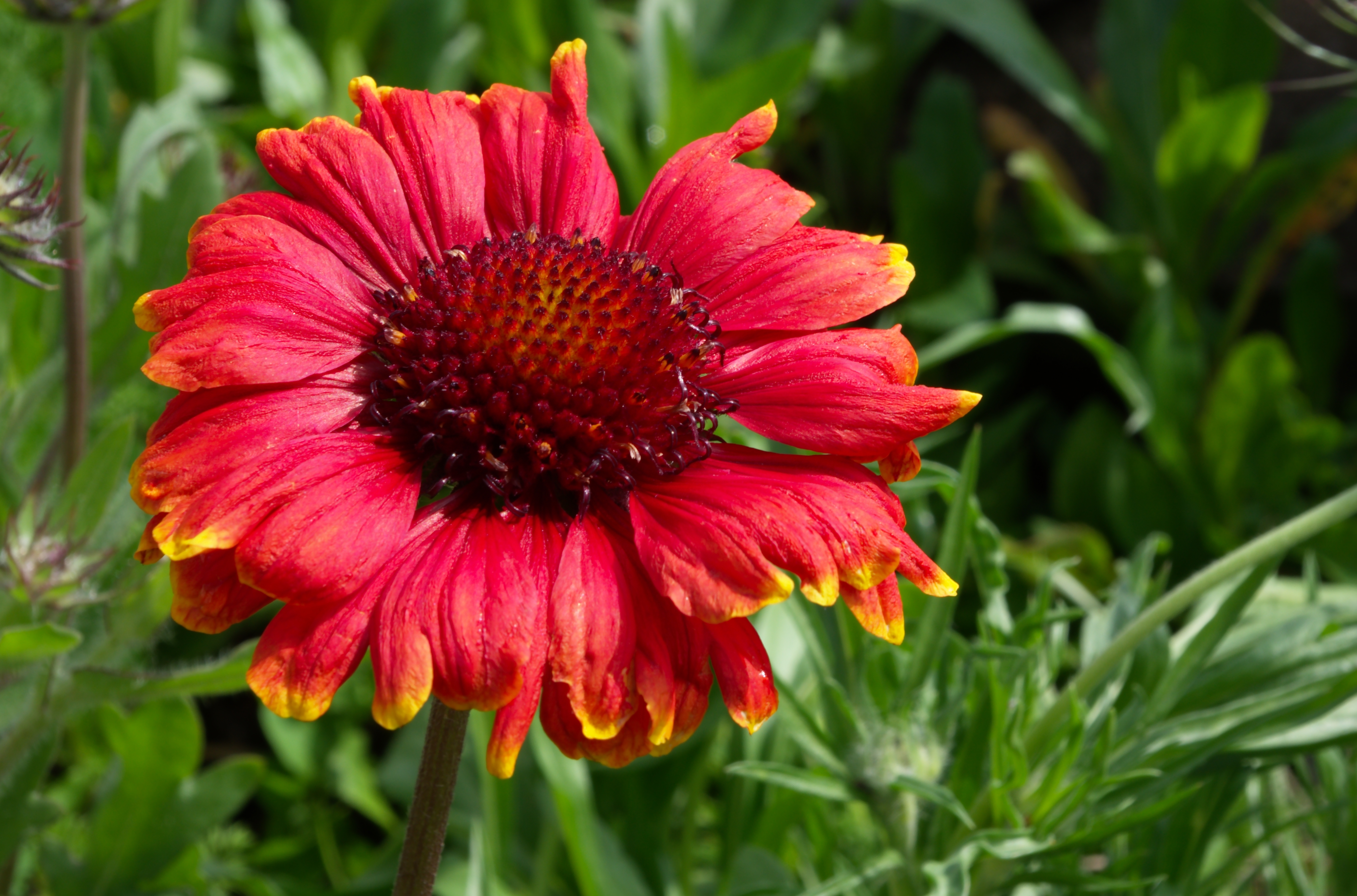
La gaillarde, emblème floral de la Wallonie.

Le 13 juillet 1913, lors de la cérémonie de la Joyeuse Entrée à Liège, l’Union des femmes de Wallonie remet à la reine Élisabeth, accompagnée de son mari le roi Albert Ier, une gaillarde peinte. La gaillarde, fleur de couleur jaune et rouge, représente les couleurs de Liège, ville où est née et décédée Léonie de Waha. La gaillarde devient, par le décret du 3 décembre 2015, l’emblème floral de la Wallonie.

### Ouvrages
- Luc Courtois, Françoise Rosart et Jean Pirotte, Femmes des années 80 : un siècle de condition féminine en Belgique (1889-1989), Louvain-La-Neuve, Academia, 1989.

- Paul Delforge, Encyclopédie du mouvement wallon, t. I, Charleroi, 2000.

- Paul Delforge, Encyclopédie du mouvement wallon, t. III, Charleroi, 2000.

- Philippe Destatte, L’identité wallonne : Essai sur l’affirmation politique de la Wallonie aux XIX et XXèmes siècles, Charleroi, Institut Jules Destree, 1997 (présentation en ligne), p. 93-95.

- Eliane Gubin, Catherine Jacques, Florence Rochefort, Brigitte Studer, Françoise Thebaud et Michelle Zancarini-Fournel, Le siècle des féminismes, Paris, Les éditions de l’atelier, 2004, p. 222-226.

- Eliane Gubin et Leen Van Molle, Femmes et politique en Belgique, Bruxelles, Racine, 1998 (ISBN 2873861320), p. 221.

- Catherine Jacques, Le féminisme en Belgique de la fin du 19e siècle aux années 1970, Bruxelles, Courrier hebdomadaire du CRISP, 2009 (DOI 10.3917/cris.2012.0005), chap. 2012-2013.

- Hedwige Peemans-Poullet, Femmes en Belgique XIXe – XXe siècles, t. I, Bruxelles, Université des femmes, 1991.

- Arnaud Pirotte, L’apport des courants régionalistes et dialectaux au mouvement wallon naissant, Louvain, Peeters, 1997 (présentation en ligne), p. 65, 127-129, 153, 178, 209 et 310.